# Tootal
Tootal er en britisk firma, der producerer slips, halstørklæder og andre typer tøj og tekstiler. Siden 1991 har firmaet været ejet af Coats Viyella. Virksomheden stammer fra en tekstil- og spindevirksomhed, der blev etableret i Manchester i 1799. Senere blev den til Tootal Broadhurst Lee og herefter Tootal Ltd. Virksomheden har patent på en type krølfrit klæde.
Tootals halstørklæder og slips med polkaprikker, paisley og andre  mønstre bliver i dag betragtet for ikoniske for perioden 1920 - 1950 i Storbritannien, hvor de blev solgt under sloganet "Every Man Needs… Tootal Ties" (enhver mand har brug for.. Tootal slips). De blev associeret med mod-subkulturen i 1960'erne, og blev genoplivet som modetilbehør i 1980'erne og 2000'erne. I dag bliver det set som symbol på den klassiske britiske herremode.